# Cathy Moncassin-Prime
Pour les articles homonymes, voir Moncassin (homonymie).
Cathy Moncassin-Prime, née le 3 juin 1977 à Toulouse, est une coureuse cycliste française spécialiste de la piste. Elle est également la cousine de Frédéric Moncassin. Depuis le 11 mars 2017, Cathy Moncassin est vice-présidente de la Fédération française de cyclisme chargée des activités jeunes et des relations avec le monde scolaire.

## Palmarès sur route
- 2002
  - 3e du Chrono des Herbiers
- 2004
  - 3e étape du Tour de Bretagne (contre-la-montre)
  - 2e de Cholet-Pays de Loire

## Palmarès sur piste

### Championnats du monde
- Forlì 1995 (juniors)
  -  Médaillée de bronze de la course aux points

### Coupe du monde
- 2001
  - 2e de la course aux points à Ipoh
- 2002
  - 2e de la course aux points à Sydney
  - 3e de la poursuite à Sydney
  - 3e du scratch à Sydney
- 2003
  - 3e de la course aux points au Cap

### Championnats d'Europe
- 1996
  -  Médaillée de bronze de la poursuite espoirs[1]
- 1997
  -  Médaillée de bronze de la poursuite espoirs[1]

### Championnats nationaux
| - 1994 - Championne de France de poursuite juniors - 1995 - Championne de France de poursuite juniors - 1997 - 3e du championnat de France de poursuite - 1998 - 2e du championnat de France de poursuite - 2e du championnat de France de course aux points - 2000 - 3e du championnat de France de course aux points - 2001 - 3e du championnat de France de poursuite - 2002 - Championne de France de poursuite - 3e du championnat de France de course aux points | - 2003 - Championne de France de course aux points - 2004 - Championne de France de poursuite - 3e du championnat de France de course aux points - 2006 - Championne de France de poursuite - 3e du championnat de France de course aux points - 2007 - Championne de France de poursuite - 2e du championnat de France de course aux points - 2008 - 2e du championnat de France de poursuite |